# Erpetogomphus lampropeltis
Erpetogomphus lampropeltis је инсект из реда Odonata и фамилије Gomphidae.

## Угроженост
Ова врста је наведена као последња брига, јер има широко распрострањење и честа је врста.

## Распрострањење
Врста има станиште у Сједињеним Америчким Државама и Мексику.

## Станиште
Станиште врсте су слатководна подручја.

## Подврсте
- Erpetogomphus lampropeltis ssp. lampropeltis